# Alvarado (Veracruz)

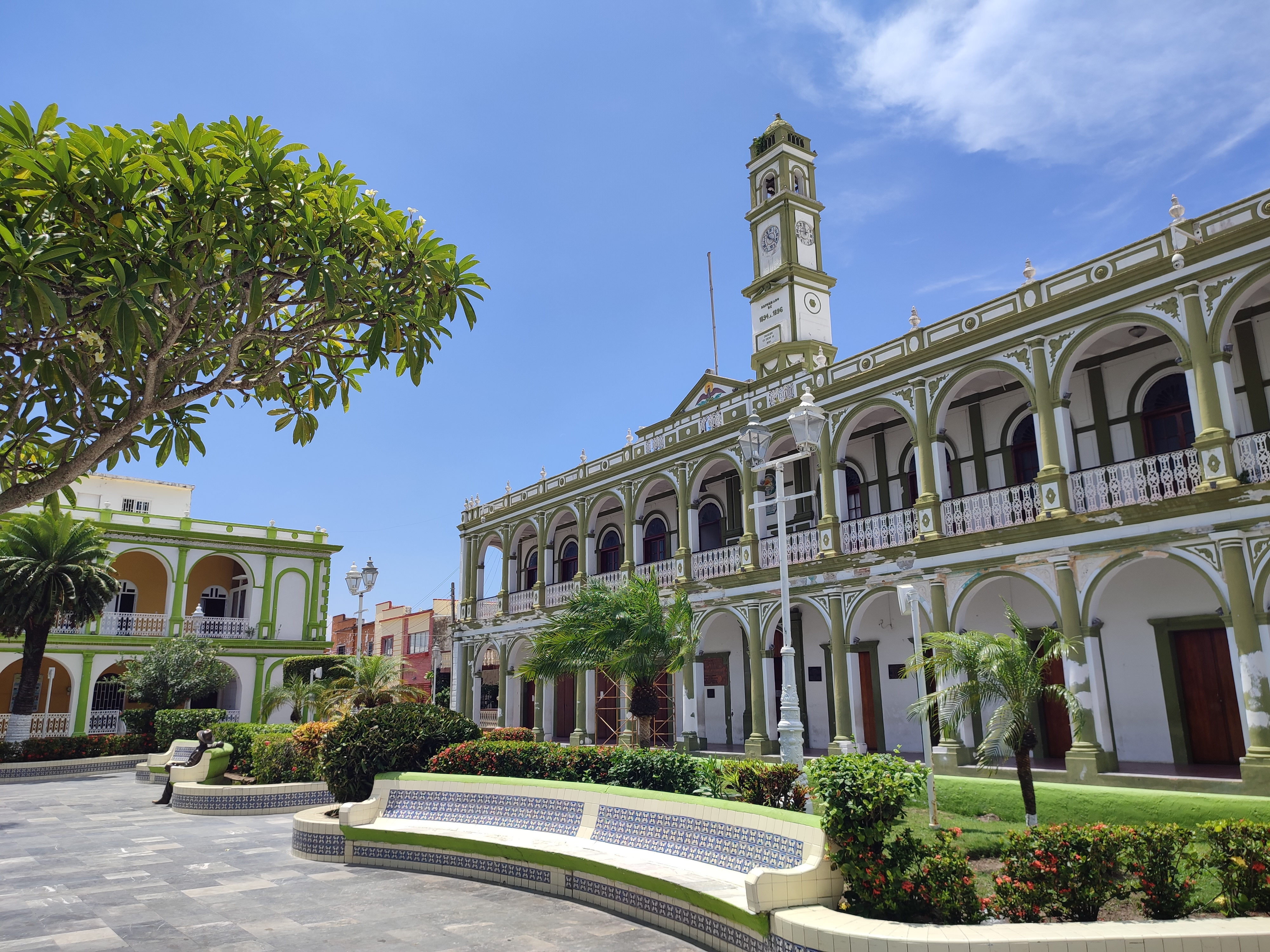
Vista del Palacio Municipal de Alvarado, Veracruz desde el parque central de la ciudad.

La Heroica, Ilustre y Generosa Ciudad y Puerto de Alvarado es un pueblo portuario localizado en el estado de Veracruz, México, y la cabecera del municipio homónimo, el cual forma parte de la Zona Metropolitana de Veracruz. Está nombrada en honor del adelantado Pedro de Alvarado "Tonatiuh", primer español en navegar el río Papaloapan y explorar la región. 
La ciudad y puerto están construidos sobre un complejo sistema lagunar provocado por la desembocadura de los ríos Papaloapan y Blanco al golfo de México, constituyendo las lagunas Camaronera, Buen País, Alvarado y Tlalixcoyan. Es una de las regiones más biodiversas de Veracruz. 

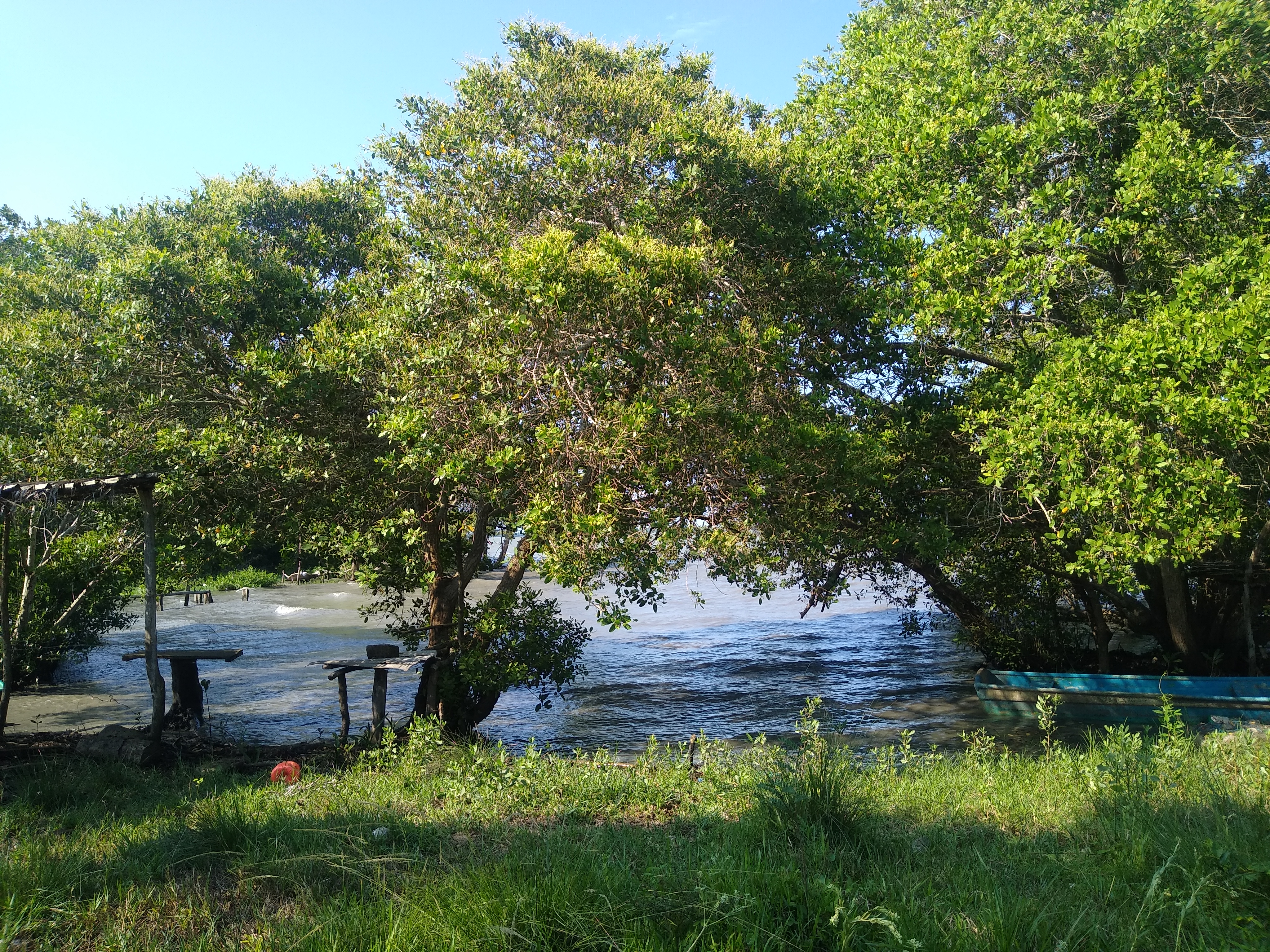
Laguna Camaronera de Alvarado

## Toponimia
En tiempos prehispánicos existió un pequeño asentamiento, posiblemente de origen olmeca, encontrado al suroeste de la península que se forma entre la desembocadura del río Papaloapan y el sistema de lagunas sobre el Golfo de México llamado "Atlizintla", que quiere decir "junto al agua abundante", por sus conquistadores mexicas en el siglo XV. 
El primer europeo en explorar el área fue el adelantado Pedro de Alvarado, que ordenó el establecimiento de un asentamiento de españoles en el punto "Atlizintla", rebautizado por los españoles como "Alvarado", al igual que el "río Papaloapan", que llamaron río de Alvarado. Desde el año 1600, pasó a ser conocido como Puerto de San Cristóbal de Alvarado, en dedicación a su Santo patrón. En 1816 el rey Fernando VII le concedió el título de Villa, llamándose entonces "Villa y Puerto de San Cristóbal de Alvarado", hasta 1846 cuando se despoja de su patronato y se le añade el apelativo de "Ilustre Villa y Puerto de Alvarado" tras su destacado papel en contra de la intervención estadounidense del mismo año. En 1879 el presidente general Porfirio Díaz le otorga la categoría de ciudad, pasando entonces a llamarse "Ilustre Ciudad y Puerto de Alvarado", hasta que en 1944 se le agrega el adjetivo de "generosa" por su ayuda prestada al vecino pueblo de Tlacotalpan, mudando su nombre a "Ilustre y Generosa Ciudad y Puerto de Alvarado". En 1957 el Congreso Federal le agregó el adjetivo de "heroica", pasando a ser "Heroica, Ilustre y Generosa Ciudad y Puerto Alvarado", aunque al menos desde finales del siglo XX, la ciudad ha sido popularmente conocida tan sólo como Heroica Alvarado.

## Geografía

### Localización y área

Región del Papaloapan. Alvarado está marcado con el número 3.

Las coordenadas geográficas del Municipio de Alvarado (número 3 en el mapa) son: 18°46' Latitud Norte, 95°46′ Longitud Oeste, a 10 m sobre el nivel del mar. 
Se encuentra en la denominada "Región del Papaloapan"; colinda con municipios pertenecientes a la "Región de Sotavento".

### Límites municipales
Tiene límites administrativos con los siguientes municipios o accidentes geográficos, según su ubicación:
| Noroeste: Medellín, Boca del Río             | Norte: Golfo de México  | Nordeste: Golfo de México |
| Oeste: Medellín, Tlalixcoyan                 |                         | Este: Golfo de México     |
| Suroeste: Ignacio de la Llave, Ixmatlahuacan | Sur: Acula, Tlacotalpan | Sureste: Lerdo de Tejada  |

## Relieve
Localizado en la zona central costera del Estado, dentro de las Llanuras de Sotavento. Existen en el municipio un gran número de dunas tanto en zonas rurales como urbanas: la colonia "Lomas del Rosario", por ejemplo, debe su nombre a que fue edificada sobre este tipo de suelo.
| Parámetros climáticos promedio de Alvarado                 | Parámetros climáticos promedio de Alvarado | Parámetros climáticos promedio de Alvarado | Parámetros climáticos promedio de Alvarado | Parámetros climáticos promedio de Alvarado | Parámetros climáticos promedio de Alvarado | Parámetros climáticos promedio de Alvarado | Parámetros climáticos promedio de Alvarado | Parámetros climáticos promedio de Alvarado | Parámetros climáticos promedio de Alvarado | Parámetros climáticos promedio de Alvarado | Parámetros climáticos promedio de Alvarado | Parámetros climáticos promedio de Alvarado | Parámetros climáticos promedio de Alvarado |
| Mes                                                        | Ene.                                       | Feb.                                       | Mar.                                       | Abr.                                       | May.                                       | Jun.                                       | Jul.                                       | Ago.                                       | Sep.                                       | Oct.                                       | Nov.                                       | Dic.                                       | Anual                                      |
| ---------------------------------------------------------- | ------------------------------------------ | ------------------------------------------ | ------------------------------------------ | ------------------------------------------ | ------------------------------------------ | ------------------------------------------ | ------------------------------------------ | ------------------------------------------ | ------------------------------------------ | ------------------------------------------ | ------------------------------------------ | ------------------------------------------ | ------------------------------------------ |
| Temp. máx. abs. (°C)                                       | 31.4                                       | 30.8                                       | 32.3                                       | 34.1                                       | 35.0                                       | 36.2                                       | 32.5                                       | 33.1                                       | 32.7                                       | 32.1                                       | 31.7                                       | 32.0                                       | 36.2                                       |
| Temp. máx. media (°C)                                      | 26.3                                       | 27.1                                       | 30.0                                       | 32.0                                       | 33.4                                       | 32.5                                       | 31.5                                       | 31.5                                       | 31.4                                       | 30.5                                       | 28.9                                       | 27.2                                       | 30.2                                       |
| Temp. media (°C)                                           | 22.7                                       | 23.2                                       | 25.8                                       | 27.9                                       | 29.3                                       | 28.7                                       | 28.1                                       | 28.0                                       | 27.7                                       | 26.9                                       | 25.3                                       | 23.7                                       | 26.4                                       |
| Temp. mín. media (°C)                                      | 16.7                                       | 17.8                                       | 18.3                                       | 23.7                                       | 25.1                                       | 24.9                                       | 24.6                                       | 24.5                                       | 24.0                                       | 23.4                                       | 21.7                                       | 20.1                                       | 22.7                                       |
| Temp. mín. abs. (°C)                                       | 11.1                                       | 9.3                                        | 14.6                                       | 22.1                                       | 23.9                                       | 24.0                                       | 24.0                                       | 22.5                                       | 20.7                                       | 21.5                                       | 19.4                                       | 17.4                                       | 9.3                                        |
| Precipitación total (mm)                                   | 44.7                                       | 21.7                                       | 16.4                                       | 18.7                                       | 39.8                                       | 266.7                                      | 342.9                                      | 385.9                                      | 513.9                                      | 223.6                                      | 130.2                                      | 73.4                                       | 2077.9                                     |
| Días de precipitaciones (≥ )                               | 6.8                                        | 4.0                                        | 2.8                                        | 2.3                                        | 3.5                                        | 13.3                                       | 14.7                                       | 15.5                                       | 17.5                                       | 13.8                                       | 10.5                                       | 7.5                                        | 112.2                                      |
| Fuente: Servicio Meteorológico Nacional 23 de mayo de 2011 |                                            |                                            |                                            |                                            |                                            |                                            |                                            |                                            |                                            |                                            |                                            |                                            |                                            |

### Hidrografía
El municipio se encuentra regado por los ríos Papaloapan y Blanco, siendo ambos tributarios del complejo lagunar de Alvarado, constituido, de norte a sur, por las lagunas Camaronera, Buen País, Alvarado y Tlalixcoyan.

### Biodiversidad
Los ecosistemas que coexisten en el municipio son el de vegetación tipo palmar con manglares y sabanas, en forma silvestre crecen papales y cardos. Es posible encontrar maderas como caoba, cedro y pino.
El contorno de la laguna se encuentra poblado por manglares, predominando el "mangle rojo" (Rhizophora mangle), aunque se observan también "Avicennia germinans" y "Laguncularia racemosa" (Fuente: Reséndez, 1973). En la época de lluvias abunda el lirio acuático "Eichhornia crassipes". La vegetación sumergida del área litoral inmediata a la zona de manglar está integrada casi totalmente por "Ruppia maritima". A dicha flora se asocia estrechamente una fauna muy particular, entre la que figuran varios moluscos. En aguas más profundas se encuentran diversas especies de algas, destacando la rodofita Gracilaria verrucosa.
La fauna del municipio está compuesta por poblaciones de:
- Mamíferos: tales como mapaches, zorros, tejones, conejos, tuzas, ardillas y también el ocelote.
- Reptiles: ejemplos como serpientes de coral o lagartos se pueden encontrar en los manglares, así como iguanas y garrobos.
- Peces: Algunas de las especies que encontramos en el municipio son: la tilapia, cazón, chucumite, róbalo, ronco amarillo, bagre, carpa, sábalo, cherna.etc
- Aves: Existen en el municipio aves tanto pequeñas, como las palomas y gaviotas, como grandes, siendo los pelícanos un ejemplo de ello.

| Flora y fauna de Alvarado |                       |                |         |           |        |
|                           |                       |                |         |           |        |
| Manglar                   | Laguncularia racemosa | Lirio acuático | Fucus   | Laminaria | Caoba  |
|                           |                       |                |         |           |        |
| Mapache                   | Tuza                  | Ardilla        |         |           |        |
|                           |                       |                |         |           |        |
| Serpiente de coral        | Tilapia               | Cazón          | Gaviota | Pelícano  | Iguana |

## Historia
Originariamente fue un calpulli poblado por grupos olmecas y totonacas, quienes explotaron la pesca de la región, tributarios tras la conquista mexica de Tuxpan del huey-tlatoanato de Tenochtitlán, a través del calpixque de Tuxtepec. Tras la conquista española del huey-tlatanoato de Tenochtitlán, el tributo se hizo a favor de los reyes de Castilla, a través del encomendero Romero. Tras las epidemias que diezmaron a la población autóctona tras la llegada de los primeros europeos, se experimentó un fuerte repoblamiento tanto europeo como africano, que reformó el calpulli original por la villa y puerto encontrada hasta nuestros días.
El sistema de comercio atlántico impuesto por la Corona castellana otorgó al Puerto de Alvarado una gran importancia como puerto de salida de todos los productos provenientes de la cuenca del Papaloapan y de la región del Sotavento, en especial derivados del ganado, la caña de azúcar, el algodón, maderas tropicales, y otros preciados productos provenientes incluso desde la costa pacífica de Oaxaca. En el siglo XVII se construyen los primeros astilleros, aunque cobró especial relevancia como fondeadero para la Flota de Indias y la Armada de Barlovento, así como para numerosas naves mercantes. Experimentó tanto ataques piratas como invasiones extranjeras, por lo que en el siglo XVIII se enguarneció con fuertes y baluartes que sirvieron como modelo para la Fortaleza de San Juan de Ulúa.
Tras la independencia del Imperio Mexicano del Reino de España, perdió su importancia como parte del sistema de comercio atlántico español, aunque continuó como puerto de salida hacia el propio puerto de Veracruz, Nueva Orleans, y Las Antillas. Durante la primera mitad del siglo XIX, Alvarado fue constante blanco de invasiones y conflictos armados que entorpecieron su recuperación. En la segunda mitad del siglo XIX, Alvarado recuperó parte de su antiguo esplendor al declararse Puerto de Altura y al desarrollarse la navegación de vapor a través de su complejo sistema fluvial y lagunar. 
La explotación ganadera supuso la principal fuente de riqueza de la región hasta la Revolución Mexicana de inicios del siglo XX cuando se sustituyó el sistema de explotación de recursos vigente desde tiempos de dominio castellano, por el sistema de repartimiento ejidal, vigente hasta la actualidad. En la segunda mitad del siglo XX se estableció el Puerto Piloto, más tarde llamado Puerto Pesquero, así como el Puente de Alvarado, importante paso terrestre hacia el puerto fluvial de Tlacotalpan. 
En la actualidad, Alvarado es una ciudad de enorme relevancia cultural para el estado de Veracruz, siendo punto de encuentro de tradiciones de muy diversos orígenes, alimentadas por su rica historia y su contexto geográfico, estratégico y climatológico. Destacan su música, gastronomía, vestimentas tradicional y festividades populares, en las que pueden encontrarse improntas americanas, africanas y europeas. 

### Eventos relevantes

#### SigloXVI
- 1518, 16 de junio, el adelantado Pedro de Alvarado llega a Atlizintla, como capitán en la expedición de Juan de Grijalva.
- 1525, 19 de septiembre, la comunidad queda bajo el Obispado Carolense o de Yucatán.
- 1560, Gaspar Rodríguez de Santolalla se afinca en el lugar.
- 1563, Juan de Sahagún construye en Alvarado las instancias para embarcar mercancías rumbo al Puerto de Veracruz.

#### SigloXVII
- 1600, la comunidad comienza a denominarse como San Cristóbal de Alvarado.
- 1609, primeros registros de población: 20 vecinos casados y 236 negros.
- 1646, nueva división en la Nueva España, coloca a San Cristóbal de Alvarado bajo la jurisdicción de la Nueva Diócesis de Puebla.
- 1667, San Cristóbal de Alvarado es víctima de ataques piratas.

#### SigloXVIII
- 1737, se funda la primera escuela oficial, denominada como "Escuela Real", ahora conocida como "Carlos A. Ramón".
- 1742, registros de población: con 50 o 60 familias de españoles y mulatos.
- 1774, un incendio destruye casi totalmente el poblado.
- 1777, registros de población: 284 vecinos.
- 1790, 330 familias, con 2000 almas de población entre "grandes y pequeños".
- 1790, el censo asigna a Alvarado una población de 330 familias, representando unos 1320 individuos.

#### SigloXIX
- 1812, San Cristóbal de Alvarado queda bajo la jurisdicción de la Provincia de Veracruz.
- 1813, el general Nicolás Bravo es derrotado.
- 1816, La Corona Española concede el Título de "Villa" al poblado.
- 1818, el primer Ayuntamiento es autorizado.
- 1821, el coronel Antonio López de Santa Anna se levanta en armas en apoyo al "Plan de Iguala".
- 1825, la villa queda bajo la jurisdicción del Departamento del Golfo, departamento Veracruz, cantón Veracruz.
- 1838, comienza a ser habilitado el puerto, con nomenclatura de internacional.
- 1846, en agosto, comienzan los primeros ataques al puerto, en el marco de la Guerra de Intervención estadounidense.
- 1846, la villa recibe el Título de "Ilustre" por la defensa del puerto durante la Intervención de las tropas estadounidenses.
- 1847, se construyen los fuertes de "El Fortín de Santa Teresa", "Fuerte Santa Bárbara", "Fuerte El Rosario", "El Fortín de la Unión" y "Punta del Sur".
- 1847, la villa es capturada por el ejército invasor, durante la Guerra de Intervención.
- 1867, es declarado Puerto de Altura por el Presidente Benito Juárez.
- 1879, es elevado la villa a categoría de "ciudad" por el presidente general Porfirio Díaz.[8]
- 1879, empieza la construcción las escuelas "Benito Juárez" y "Josefa Ortiz de Domínguez".
- 1890, se acrecientan las tierras del municipio por donación de Buenaventura Tejeda, dueño de la hacienda de Joluca.
- 1893, se inaugura el ferrocarril Veracruz-Alvarado.
- 1897, se agregan al municipio las haciendas de Santa María Punta, Hato y Antón Lizardo, que pertenecían a Boca del Río.
- 1900, es inaugurado el nuevo Palacio Municipal, sede del H. Ayuntamiento desde esa fecha.

#### SigloXX

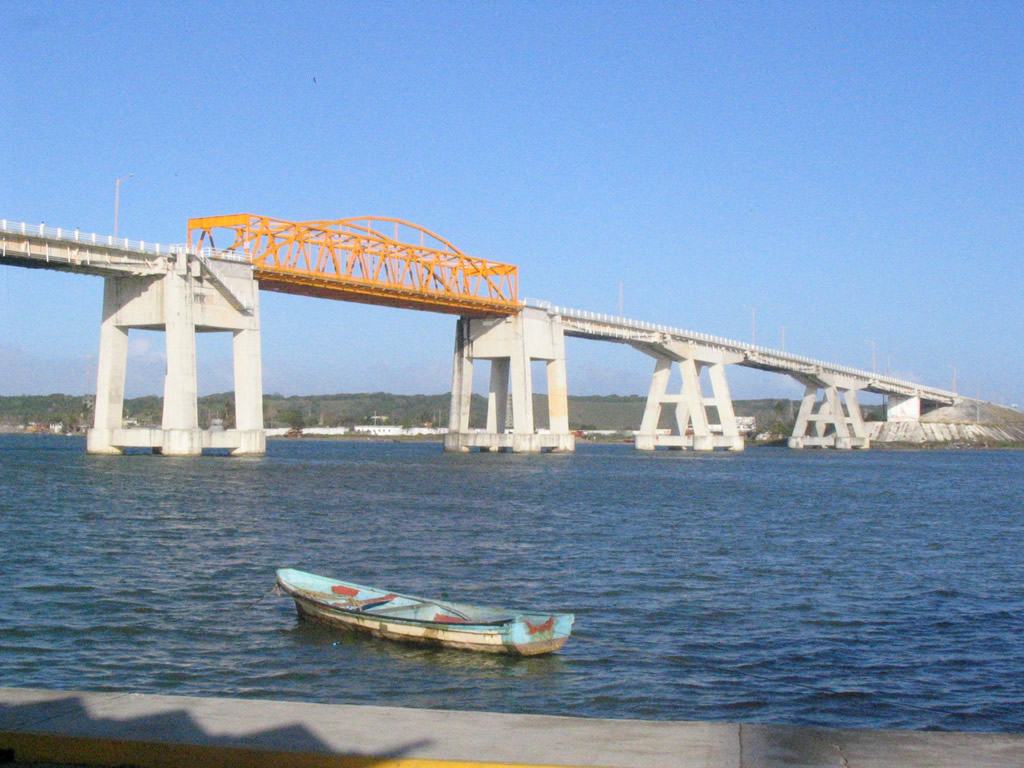
Puente de Alvarado sobre el río Papaloapan

- 1929, Tlacotalpan formula un testimonio de gratitud a los auxilios y generosidad prestados por Alvarado, en ocasión de la gran inundación que sufrió dicho puerto.
- 1932, se funda la primera secundaria de Alvarado la Escuela Secundaria Oficial "A" Marco Antonio Muñoz Turnbull conocida como ESBA.
- 1936, se filma Redes, película social. Muestra qué y cómo se pesca en Alvarado. Musicalizada por Silvestre Revueltas. Los actores son verdaderos pescadores del lugar.
- 1944, se honra a la Ciudad con el Título de "Generosa".
- 1946, se celebra el primer Centenario de la Defensa del Puerto durante la Guerra de Intervención con los Estados Unidos.
- 1947, se inicia la primera edición del Carnaval de Alvarado "Feria de la Pesca".
- 1948, se inicia la construcción del Malecón de Alvarado.
- 1957, el 23 de diciembre de 1957 el H. Congreso estatal otorga el Título de "Heroica" a la Generosa Ciudad y Puerto de Alvarado.
- 1963, Son inaugurados por el Presidente de México el Puente y la fábrica procesadora de pescados y mariscos "Productos Pesqueros de Alvarado".
- 1979, se inaugura la Casa de la Cultura "Narciso Serradell Sevilla".
- 1987, se termina la construcción y es desembarcada a las aguas del río Papaloapan la réplica de la Nao Marigalante, una de las embarcaciones que utilizó Cristóbal Colón en sus viajes expedicionarios. La construcción fue llevada a cabo por los astilleros locales de Óscar Camarero, empresario local, a partir de la idea y concepto del navegante español Vital Alsar. La madrina de la nave fue la actriz y doctora en letras Alicia Rodríguez, portadora oficial de la "Bandera de la Paz".

#### SigloXXI
- 2004, Por primera vez en su historia las elecciones municipales dan como resultado el triunfo de un candidato no perteneciente al PRI.
- 2004, El Sistema Lagunar de Alvarado, fue incluido el 2 de febrero en el listado de humedales de Importancia Internacional sitio Ramsar con el n.º ref. 1355, con un área protegida de 267 010 ha.
- 2006, Un autobús de transporte local cayó del puente de Alvarado a las aguas profundas del río Papaloapan, dejando un saldo de siete muertos.
- 2008, Se inicia la construcción del trimarán Zamná que llevará un mensaje de paz al mundo; la construcción fue realizada por don Óscar Camarero, bajo el subsidio de su propietario, Don Manuel Díaz Rubio y capitaneada nuevamente por el navegante cántabro Vital Alsar.
- 2009, El 25 de julio parte del puerto de Alvarado el trimarán Zamná.
- 2009, La madrugada del 29 de octubre se registra un sismo de 5.7 grados en la escala de Richter a 14 km al noroeste de la cabecera municipal a la altura de la localidad de Buen País. Se registran daños menores en el Palacio Municipal y construcciones antiguas, aunque dañando severamente el edificio anteriormente conocido como "Salón la Médula" causando su derrumbe el 8 de noviembre para su total demolición días después.
- 2010, Debido a las inundaciones ocasionadas por el río Papaloapan, el 28 de agosto y el 27 de septiembre del mismo año, Alvarado recibe generosamente a cientos de tlacotalpeños damnificados. Dichas inundaciones son consideradas las más grandes de la historia.
- 2011, El 6 de febrero de 2011 es nuevamente reconocida como Generosa por parte del pueblo tlacotalpeño por la ayuda brindada a los damnificados de las inundaciones del año 2010.

### Lema
Su cabecera es la "Ilustre, Heroica y Generosa Ciudad y Puerto de Alvarado".

### Representación del Escudo

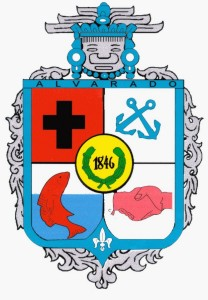
Escudo de Armas de Alvarado

Se desconocen representaciones antiguas de su escudo original. La representación actual proviene de no antes de 1846, cuando se le agrega el apelativo de "Ilustre" a la entonces villa y puerto. Posiblemente los esmaltes no sean los originales, y algunas de las figuras estén desvirtuadas.
La ilustración actualmente conocida representa un blasón cuartelado y entado en punta. En el primer cuartel, una cruz de Montesa en campo de gules. En el segundo cuartel, dos anclas de azur entrecruzadas sobre campo de plata (que probablemente habrían sido anclas de plata en campo de azur). En el tercer cuartel, un pez de gules en campo de plata y azur (que probablemente haya sido de oro y el partido de su campo vertical). En el último cuartel, dos manos gestuales al natural sobre campo de plata. Entado de azur, una flor de lis esmaltada de plata (posiblemente esmaltada en oro en su origen); todo ello bordado de azur con las letras ALVARADO. Al centro un escusón de oro con los números de 1846 rodeados de corona de laurel.
La ornamentación exterior no es estrictamente parte de la composición del escudo sino una ornamentación hecha a gusto del artista.
La composición general, al igual que el escudo del Reino de España, es también cuartelado y entado en punta, y portando también escusón y timbre, aunque sus figuras y esmaltes varían notablemente. Se desconoce el motivo de la cruz de Montesa perteneciente al primer cuartel. Las anclas entrelazadas aluden a la histórica y destacada tradición naval del Puerto de Alvarado. El pez podría ser alusión a la extraordinaria abundancia de pesca en la Laguna de Alvarado. Las manos gestuales del último cuartel pueden representar el gesto de "dar la mano" en alusión a la histórica solidaridad de los habitantes del puerto. La flor de lis del entado representa a la nobleza de sus vecinos y pobladores. El año "1846" rodeado por una corona de laurel contenido en el escusón de oro hace referencia a la histórica defensa del puerto ante el intento de invasión estadounidense en dicho año, mismo en el que se le otorga al puerto el apelativo de "ilustre". La bordura de azur que rodea el escudo alude al carácter marítimo y acuífero de la ciudad y puerto, rodeada por aguas dulces y saladas. Las letras de ALVARADO contenidas en la bordura (que preferentemente tendrían que extenderse por la bordura entera) aluden al fundador del primer asentamiento español y primer explorador europeo de la zona, el adelantado Pedro de Alvarado.  La ornamentación exterior (hecha a antojo del artista) se compone de lambrequines de plata, y por timbre una cabeza profusamente adornada con joyas, corona y plumas, de posible inspiración olmeca (y fue posiblemente un esfuerzo por conciliar la tradición de los escudos yelmados con los aportes estéticos y culturales de las culturas originarias de la zona).

## Gobierno y política

### División administrativa
El municipio cuenta con una extensión territorial de 840.63 km² y está conformado por 265 localidades.
Un puerto excelente para ser explotado como puerto turístico y marítimo debido a su riqueza natural.

## Demografía
Nota: Salvo caso contrario, los datos aquí expresados corresponden al XIII Censo de Población y Vivienda del INEGI del año 2010.

### Población
| Gráfica de evolución demográfica de Alvarado entre 1980 y 2020                                          |
| |
| Censo de Población y Vivienda Conteo de Población y Vivienda Encuesta IntercensalFuente: INEGI, INAFED. |

#### Por grupo de edad
| México \| Veracruz \| Alvarado |  |
|                                |  |
|                                |  |

### Viviendas

#### Tipos de Vivienda
| México \| Veracruz \| Alvarado |
| Center                         |
|                                |

#### Servicios
| México \| Veracruz \| Alvarado |  |
|                                |  |
|                                |  |

## Economía local
La economía de la región se desenvuelve sobre el sector primario, siendo la pesca y la ganadería las actividades más productivas. El sector terciario tiene una importante participación en la economía dado el gran número de profesores y personal docente que trabaja en la ciudad. El comercio en general y la agricultura, son otras fuentes de empleo para la población.

### PROPEA
El 3 de noviembre de 1963 son inaugurados por el entonces Presidente de la República, Adolfo López Mateos, el "Puente de Alvarado" y la compañía cooperativa "Productos Pesqueros de Alvarado" (PROPEA). Si bien la creación de PROPEA ayudó a la modernización y enriquecimiento de la producción pesquera y a una mayor entrada de recursos a la economía local, malos manejos administrativos por parte de los distintos niveles de gobierno, así como de la directiva, obligaron a la compañía a anunciar su cierre definitivo a mediados de la década de los 80s, dejando un alto nivel de desempleo en la ciudad.
Esta empresa disponía de una superficie de 275 mil metros cuadrados; estaba formado por un muelle de descarga de 150 metros de longitud; un muelle de aprovisionamiento de 250 metros; taller, dársena y cuna para reparación de embarcaciones; instalaciones para manejar varias toneladas diarias del producto; sala de tratamiento para eviscerar, filetear y lavar el pescado; fábrica de harina y aceite de pescado; fábrica de hielo y bodega de almacenamiento para este hielo en bloque, bodegas de refrigeración; planta de congelación; bodegas generales de congelación; planta enlatadora de pescado; planta de secado y salado; y planta de ahumado en frío y caliente.
Actualmente La compañía Chet Morrison Contractors (CMC) líder mundial en producción de servicios de energía, adquirió las 14.5 hectáreas de estas instalaciones (2007) e invirtió 21 millones de dólares en la construcción de un complejo. CMC ofrece servicios integrales a las empresas petroleras y marítimas a nivel internacional.

### Participación económica
| México \| Veracruz \| Alvarado |  |
|                                |  |
|                                |  |

### Participación económica por sector
| México \| Veracruz \| Alvarado |  |
|                                |  |
|                                |  |

### Desglose de sectores
| México \| Veracruz \| Alvarado |  |
|                                |  |
|                                |  |

## Relaciones internacionales

### Hermanamientos
La ciudad de Alvarado tiene Hermanamientos con las 36 ciudades alrededor del mundo:
- Chipiona, España (2018)[11]
- La Paz, México (2019)[12][13][14][15][16][17][18][19][20][21][22][23][24][25][26][27][12][28][29]

## Personas destacadas
- Luis Ruiz y Uscanga (c. 1782-1864), diputado constituyente del Estado Libre y Soberano de Veracruz.
- Inés García y Uscanga (1811-1844), primera dama de México, primera esposa de Su Alteza Serenísima el General Antonio López de Santa Anna, seis veces presidente de México.
- José Ruiz Parra (c. 1817-1895), presidente del Consejo de Gobierno de la ciudad y puerto de Alvarado durante la invasión estadounidense de 1847, diputado y secretario del Congreso del Estado de Veracruz, importante benefactor de la resistencia durante la invasión francesa de 1861. Fue abuelo y tutor de Adolfo Ruiz Cortines, presidente de México. Pasó sus últimos años como instructor de la juventud, y en su honor está nombrada la Escuela José Ruiz Parra de la ciudad de Alvarado.
- Adolfo Ruiz Tejeda (1851-1889), regidor del Puerto de Veracruz, padre de Adolfo Ruiz Cortines, presidente de México.
- José Piedad Bejarano Sosa, (c. 1860-1929), trovador y repentista mexicano, a quien se le atribuyen una gran cantidad de versos y glosas utilizadas en sones jarochos.
- Luis E. Ruiz (1853-1914), jefe del departamento de Educación en el gabinete del presidente general Porfirio Díaz, regidor de la Ciudad de México, miembro de la Academia Mexicana de Medicina y del Consejo Superior de Instrucción Pública. Fue un profuso escritor en materias tan diversas como ciencias, aritmética, educación, salud, higiene, lógica filosófica e incluso una guía de la Ciudad de México, de la que fue regidor. En su honor está nombrada la calle Doctor Ruiz y el centro de salud Luis E. Ruiz en la Ciudad de México, así como la Biblioteca Luis E. Ruiz de la ciudad de Alvarado.
- Manuel Delfín Figueroa (1906-1950), académico, historiador, literato y científico, autor de Elementos de Química General, Apuntes Para la Historia de Alvarado, entre otras obras incluidas algunas de física, dramas literarios y teatrales, entre otros. Fue catedrático de la Universidad Nacional Autónoma de México. En su honor está nombrada la Escuela Secundaria Manuel Delfín Figueroa en la Ciudad de México.
- José Antonio Cobos Panamá, gestor responsable del Puerto Piloto (Puerto Pesquero), así como del Puente de Alvarado. En su honor está nombrada la calle José Antonio Cobos Panamá en la ciudad de Alvarado.
- Lorenzo Casarín, jurista, procurador general del Estado de Veracruz. En su honor está nombrada la calle Lorenzo Casarín de la ciudad de Alvarado.
- Dante Alfonso Delgado Rannauro (1950-), gobernador del Estado de Veracruz (1988 a 1992), fundador del partido Movimiento Ciudadano.